# Killall
killall — Юнікс-утиліта, що посилає сигнал процесам. Існує дві версії цієї утиліти, які дуже відрізняються:
- Версія, що поставляється з UNIX System V, зокрема Solaris, HP-UX, Tru64 UNIX посилає сигнал завершення всім процесам. Якщо користувач володіє привілеями root, всі процеси Юнікс будуть завершені.
- Версія, що поставляється з FreeBSD та набором утиліт PSmisc для Linux посилає сигнал процесам, названим їх іменем.

Якщо ім'я сигналу не вказане, посилається сигнал SIGTERM.
Сигнали можуть вказуватись як по імені (наприклад, -HUP), так і по номеру (наприклад, -1). Сигнал 0 (перевірити, чи існує процес) може бути вказаний тільки номером.
Якщо ім'я команди містить похилу межу (/), то для її завершення будуть вибрані тільки ті процеси, які виконують вказаний файл, незалежно від їх імені.
killall завершується з ненульовим кодом повернення, якщо для будь-якої з перерахованих команд не було завершено жодного процесу. Якщо ж для кожної команди був завершений хоч би один процес, killall повертає нуль.
killall ніколи не завершує свій власний процес (але може завершити інші процеси, запущені командою killall).

## Параметри
-i
Питати підтвердження на завершення процесів.
-l
Вивести імена всіх відомих сигналів.
-v
Повідомити, чи успішно був посланий сигнал.
-V
Вивести інформацію про версію.